# Balacra belga
Balacra belga är en fjärilsart som beskrevs av Sergius G. Kiriakoff 1954. Balacra belga ingår i släktet Balacra och familjen björnspinnare. Inga underarter finns listade i Catalogue of Life.